# It's Been Awhile
«It's Been Awhile» es una power ballad grabada por la banda de rock alternativo estadounidense Staind. Fue lanzado en marzo de 2001 como el primer sencillo de su álbum Break the Cycle.
La canción es la más exitosa de Staind y es su canción más conocida,  convirtiéndose en un éxito número 5 en el Billboard Hot 100 en octubre de 2001 su única canción para llegar al top 10. 
La canción pasó por segunda vez las 20 semanas en el puesto número 1 en el Billboard Hot Mainstream rock Tracks  (solo por detrás de "Loser" de 3 Doors Down ) y un récord de 16 semanas en el número 1 en el Billboard Hot Modern rock Tracks.
En la letra de la canción el narrador hace un balance de su vida y se refiere a su adicción y relaciones fallidas. Lewis llamó a la canción "un reconocimiento del pasado." "Y ha pasado un rato desde que podía mantener mi cabeza en alto ... Y ha pasado un rato desde que podía decir que no era adicto."

## Tema
Eric Aiese de Billboard revisó la canción favorablemente, diciendo que el grupo maneja bien la balada y tiene "mucha fuerza en el corte". Aiese dijo que la canción "puede ser el mayor impacto del grupo hasta ahora"."

## Listado de canciones
1. "It's Been Awhile" (LP Clean Edit).
2. "It's  Been Awhile" (Versión Acústica)
3. "Suffocate" (Versión LP)

## Vídeo musical
El video musical comienza con Aaron Lewis revisando algunas fotografías antiguas, una de las cuales es una foto de su esposa. Luego cambia entre él escribiendo una carta a su esposa y la banda tocando en una habitación llena de velas. Hay breves tomas de Aaron solo en las calles y mirándose en el  espejo mientras se lo piensa. A lo largo del video, se ve a Aaron fumando cigarrillos.   Al final del video, uno de esos cigarrillos cae al piso y quema su apartamento. El video fue dirigido por el líder de Limp Bizkit, Fred Durst. 

## Posicionamiento en listas
| Lista (2001-2002)                        | Mejor posición |
| ---------------------------------------- | -------------- |
| Alemania (Offizielle Deutsche Charts)    | 43             |
| Australia (ARIA)                         | 24             |
| Austria (Ö3 Austria Top 40)              | 54             |
| Bélgica (Flandes) (Ultratop 50)          | 46             |
| Estados Unidos (Billboard Hot 100)       | 5              |
| Estados Unidos (Adult Alternative Songs) | 9              |
| Estados Unidos (Adult Top 40)            | 6              |
| Estados Unidos (Alternative Airplay)     | 1              |
| Estados Unidos (Mainstream Rock)         | 1              |
| Estados Unidos (Mainstream Top 40)       | 3              |
| Estados Unidos Top 40 Tracks (Billboard) | 4              |
| Países Bajos (Dutch Top 40)              | 7              |
| Reino Unido (UK Singles Chart)           | 15             |
| Suecia (Sverigetopplistan)               | 23             |
| Suiza (Schweizer Hitparade)              | 79             |

| Lista (2001-2002)                                 | Posición |
| ------------------------------------------------- | -------- |
| Canadá Radio (Nielsen BDS)                        | 6        |
| Nueva Zelanda (Recorded Music NZ)                 | 50       |
| Estados Unidos Billboard Hot 100                  | 14       |
| Estados Unidos Adult Top 40 (Billboard)           | 22       |
| Estados Unidos Mainstream Rock Tracks (Billboard) | 1        |
| Estados Unidos Mainstream Top 40 (Billboard)      | 13       |
| Estados Unidos Modern Rock Tracks (Billboard)     | 2        |
| Estados Unidos Top 40 Tracks (Billboard)          | 23       |

### Certificaciones
| País           | Certificación | Fecha | Las ventas certificaron |
| -------------- | ------------- | ----- | ----------------------- |
| Australia      | Oro           | 2002  | 35,000 +                |
| Estados Unidos | Oro           | 2001  | 500,000 +               |